# Karl von Pflanzer-Baltin

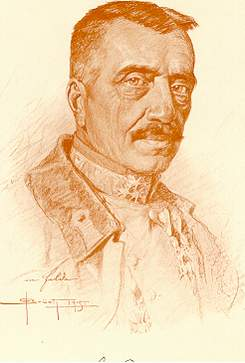

Karl Freiherr von Pflanzer-Baltin (Pécs, Hungría, 1 de junio de 1855-Viena, 8 de abril de 1925) fue un general austrohúngaro que participó en la I Guerra Mundial.

## Biografía
Pflanzer-Baltin ascendió a General de Caballería en octubre de 1912 y sirvió en el Estado Mayor, pero en 1914 no estaba adscrito a ningún cuerpo, debido a una salud precaria. No fue hasta otoño de ese año, cuando pareció que Rumanía se volvía contra las Potencias Centrales, que fue encargado con la defensa de Transilvania. Cuando los rusos cruzaron los Cárpatos, y hubo peligro inmediato de su irrupción en las llanuras húngaras, Pflanzer-Baltin, con una división improvisada, se lanzó contra ellos, y condujo la defensa con una serie de movimientos ofensivos. Fue promovido a coronel general en 1916. Después de luchar con varia suerte en el sur de Galitzia y en la Bucovina, el 7.º Ejército bajo su mando fue obligado a retroceder por la ofensiva de Alekséi Brusílov en junio de 1916, tras lo cual fue relevado del mando.
Se lo nombró inspector general de la Infantería en 1917 y luego jefe supremo de la infantería austrohúngara en Albania. En el verano de 1918, el frente austrohúngaro en Albania cedió ante el ataque del Ejército de la Entente. A Pflanzer-Baltin se le confió el mando en este teatro de operaciones; recuperó terreno, después de un breve ataque, y alcanzó las antiguas posiciones al sur de Fjeri y Berat, en lo que fue el último éxito notable del Ejército austrohúngaro sobre el terreno.

## Condecoraciones
- Cruz al Mérito Militar (Austria-Hungría)
- Orden de la Corona de Hierro (Austria)
- Cruz de Caballero de la Orden de Leopoldo (Austria)
- Orden de Leopoldo, 1.ª clase, y Consejero Imperial (Geheimrat) (diciembre de 1914)
- Cruz de Comandante de la Orden Militar de María Teresa
- Gran Cruz de la  Orden de Leopoldo (Austria)
- Condecoración de servicio de la Cruz Roja
- Cruz de Hierro de 1914, 1.ª y 2.ª clase
- Cruz al Mérito Militar, 1.ª clase (1916)
- Maestro de Escaramuzas
- Medalla al Mérito Militar con Espadas ("Signum Laudis" de Austria-Hungría)
- Estrella de Galípoli ("Media luna de Hierro", Imperio otomano)
- Gran Cruz de la Orden de San Esteban de Hungría